# Großherzoglich Oldenburgische Staatseisenbahnen

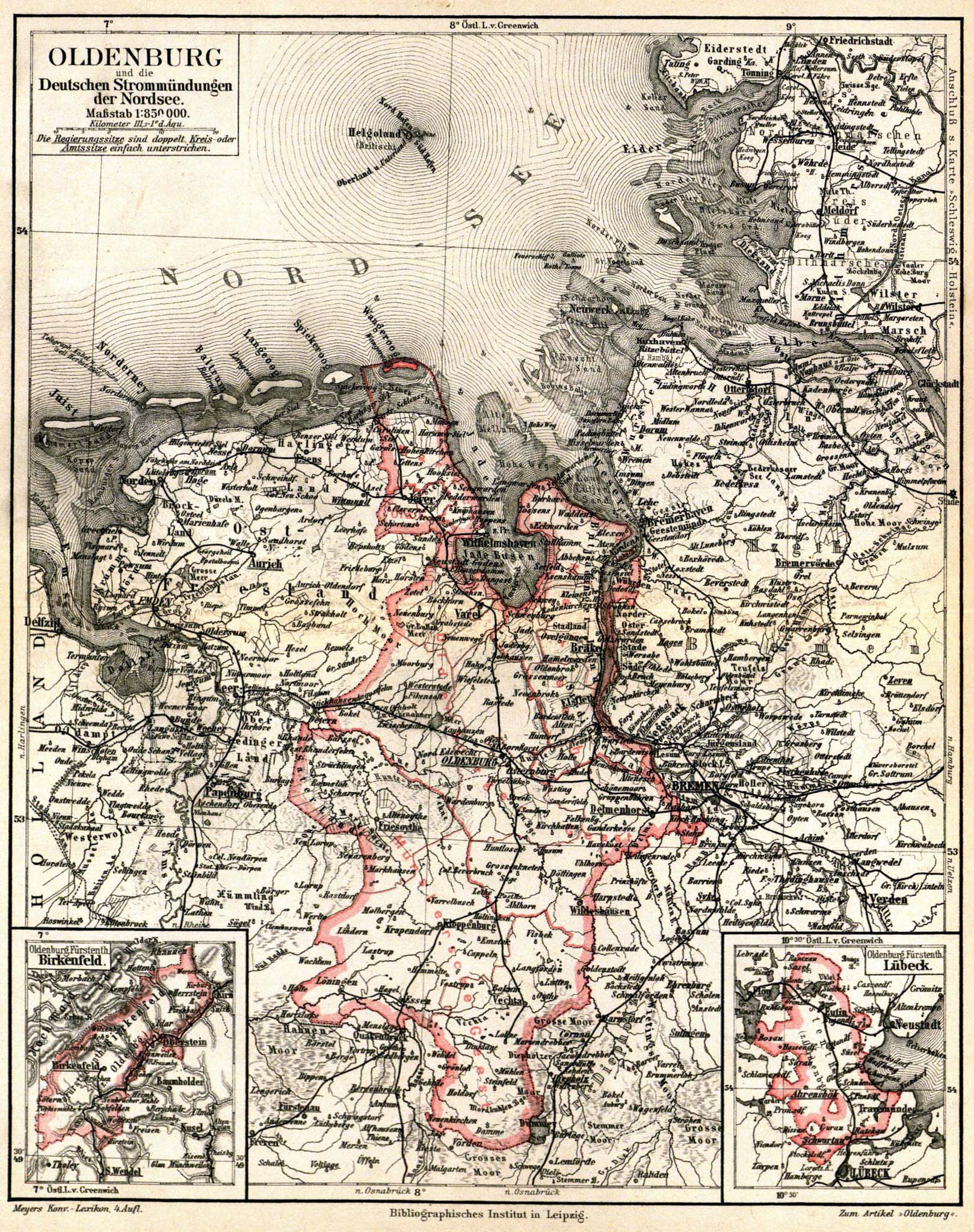
Großherzogtum Oldenburg 1885

Die Großherzoglich Oldenburgische Staatseisenbahnen (GOE) waren die als Staatsbahn geführte Eisenbahngesellschaft des Großherzogtums Oldenburg.
Im Vergleich zu anderen Ländern im Deutschen Bund entstand eine erste Eisenbahnstrecke erst relativ spät. Im dünn besiedelten und wirtschaftlich schwachen Gebiet schien der Eisenbahnbau lange Zeit wegen der finanziellen Lasten nicht tragbar. Zudem fürchteten die Nachbarn Hannover und Bremen oldenburgische Konkurrenz für ihre Häfen. Immerhin kam die Eisenbahnanbindung Oldenburgs früher zustande als die Hamburg-Venloer Bahn.

## Gründung
Preußen kaufte 1853 dem Großherzogtum das Gebiet von Heppens am Westufer des Jadebusens ab, um dort eine Marinebasis einzurichten, das spätere Wilhelmshaven. Schon im Kaufvertrag wurde vereinbart, dass die Marinebasis einen Eisenbahnanschluss bekommen sollte. Zwischen dem oldenburgischen Staatsgebiet und Preußen musste aber noch das Königreich Hannover durchquert werden. Über die Anbindung der oldenburgischen Bahn an die hannoversche Staatsbahn entweder in hannoverschem Staatsgebiet oder im bereits 1847 an die hannoversche Staatsbahn angeschlossenen Bremen waren einige Unstimmigkeiten zu überwinden, da die drei beteiligten Staaten argwöhnisch um die Konkurrenzsituation ihrer Seehäfen waren. Schließlich einigten sich am 16. Februar 1864 Preußen und Oldenburg, dass Baukosten und Eigentum der Strecke von Heppens zur Stadt Oldenburg beim preußischen Staat liegen sollten, der Betrieb aber beim oldenburgischen, ebenso die Hoheit über den in den Grenzen des Großherzogtums liegenden größeren Teil der Strecke. Am 8. März 1864 einigten sich Oldenburg und Bremen, dass Oldenburg die Strecke von seiner Hauptstadt bis zum Bahnhof Bremen-Neustadt ohne Umweg über Brake baute, Bremen die Verbindung vom Bremer Bahnhof der hannoverschen Staatsbahn über die neu zu erstellende Weserbrücke nach Bremen-Neustadt. Den Betrieb sollte Oldenburg durchführen, unter Zahlung von Benutzungsgebühren an Bremen.
Die 1864 eingesetzte Großherzogliche Eisenbahnkommission ging am 1. April 1867 in die Großherzogliche Eisenbahn-Direktion Oldenburg über.

## Streckeneröffnungen

Bahnhof Nordenham 1914 oder früher

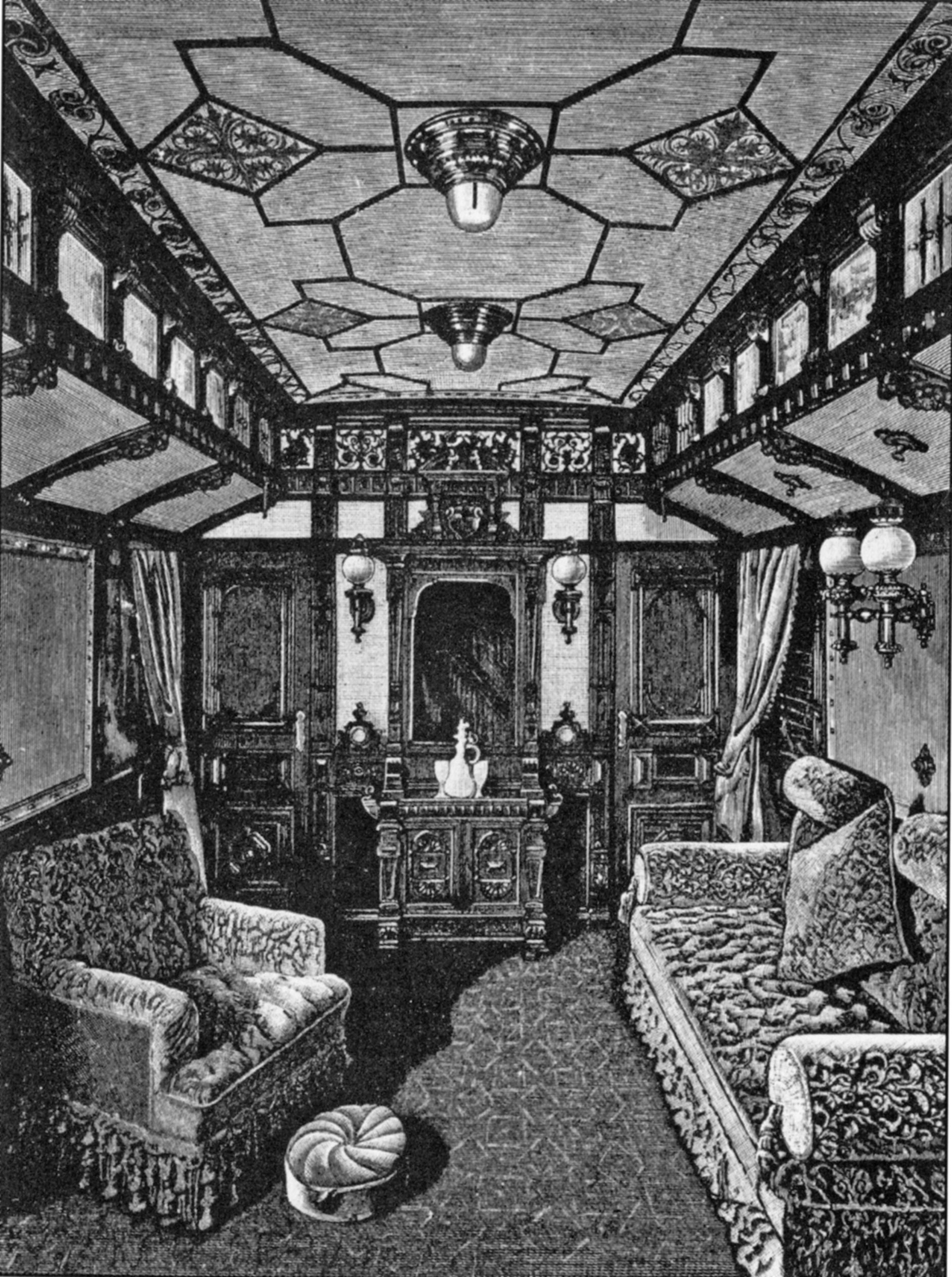
Salonwagen des Großherzogs von Oldenburg

- Am 17. November 1866 wurde der erste Abschnitt der Bahnstrecke Bremen–Oldenburg zwischen Oldenburg Centralbahnhof und Delmenhorst eröffnet, am 14. Juli 1867 folgte die Inbetriebnahme bis Bremen und die Eröffnungsfahrt der Strecke von Oldenburg nach Heppens (heute: Wilhelmshaven). Der Regelbetrieb auf letzterer wurde aber erst am 3. September 1867 aufgenommen.
- 1869 wurde die Ost-West-Verbindung durch die Bahnstrecke Oldenburg–Leer bis ins nunmehr preußische Leer mit Anschluss an die Hannoversche Westbahn weitergeführt. 1876 folgte die Strecke von Ihrhove nach Nieuweschans mit Anschluss an die Niederländischen Eisenbahnen.
- 1871 wurde die Stadt Jever durch eine Stichstrecke erschlossen, die in Sande von derjenigen nach Wilhelmshaven abzweigte. Diese Strecke wurde später bis nach Norden verlängert (Ostfriesische Küstenbahn).
- Von Hude (westlich von Delmenhorst) wurde eine Strecke zu den oldenburgischen Weserhäfen nördlich der Hunte gebaut, die Brake 1873 und Nordenham 1875 erreichte. 1904 wurde die Strecke um weitere 7 km bis Blexen verlängert, mit Anschluss an die Weserfähre Blexen – Bremerhaven.
- Der Verkürzung der Verbindung des Großherzogtums zum Ruhrgebiet diente die 1876 eröffnete Südbahn in Richtung Osnabrück, die von der Stadt Oldenburg über Quakenbrück bis nach Eversburg an der Linie Osnabrück–Rheine führte.
- 1888 wurde von der Osnabrücker Strecke abzweigend eine Bahn von Ahlhorn über Vechta nach Lohne eröffnet, deren südlicher Abschnitt in der von 1898 bis 1900 gebauten Strecke von Delmenhorst nach Hesepe (in Richtung Osnabrück) aufging.
- Zwischen 1893 und 1896 wurden die Vareler Nebenbahnen zur Erschließung der westlich Varels gelegenen Friesischen Wehde sowie die Strecke Ellenserdamm – Ocholt errichtet.
- 1896 wurde eine direkte Verbindung von der Landeshauptstadt Oldenburg nach Brake eröffnet.
- 1897 wurde die 1888 als Jever-Carolinensieler Eisenbahn eröffnete Bahnstrecke Jever–Harle von den Großherzoglich Oldenburgischen Staatseisenbahnen übernommen. Gleichzeitig übernahm sie auch den Schiffsverkehr nach Wangerooge und richtete dort vom Anleger zum Ort die schmalspurige Wangerooger Inselbahn ein.
- Zwischen 1906 und 1908 wurde zur Erschließung der südwestlich von Oldenburg gelegenen Ortschaften die Strecke von Ocholt über Friesoythe nach Cloppenburg errichtet.
- 1913 wurde am Südrand des Jadebusens eine Querverbindung zwischen Varel (an der Strecke nach Wilhelmshaven) und Rodenkirchen (an der Unterweser) geschaffen.

## Ende der Eigenständigkeit

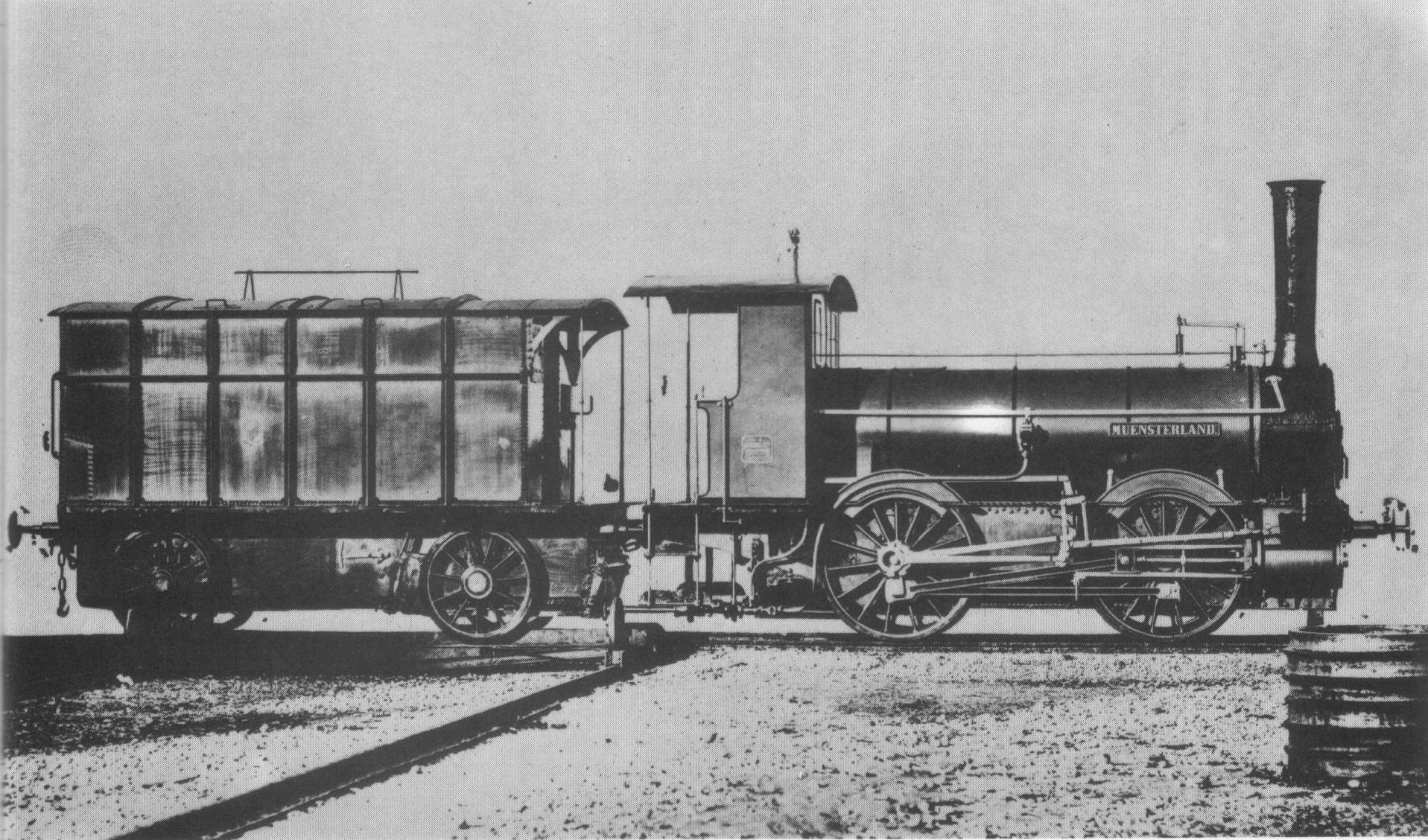
Oldenburgische G 1: Achsfolge B, kein Dampfdom, gedeckter Torftender

In Befolgung der Bestimmungen der Weimarer Verfassung vom 11. August 1919 wurde mit Wirkung vom 1. April 1920 der Staatsvertrag zur Gründung der Deutschen Reichseisenbahnen in Kraft gesetzt und damit die vormaligen Länderbahnen der Hoheit des Deutschen Reiches unterstellt. Aus der Generaldirektion der Oldenburgischen Staatseisenbahnen wurde die Reichsbahndirektion Oldenburg/O. Diese wurde zum 31. Dezember 1934 aufgelöst, ihre Strecken und Eisenbahner wurden auf die Reichsbahndirektionen Hannover und Münster (Westf) verteilt. In Münster wurde 1935 ein Denkmal für die eingewanderten oldenburgischen Eisenbahner errichtet.

## Technische Besonderheiten
Bis 1875 wurden sämtliche oldenburgischen Lokomotiven mit Torf beheizt. Dafür hatten sie Schlepptender mit Dach.
Außer der zweiachsigen Omnibuslokomotive T 0 hatte keine vor 1896 beschaffte Maschine Laufachsen.
Die GOE nutzte bei ihren Lokomotiven ab 1909 meist die Lentz'sche Ventilsteuerung, die bei den Bahnen im deutschen Sprachraum ansonsten nur in Österreich verbreitet war. Eingeführt wurde diese Praxis von Heinrich Ranafier, dem langjährigen Maschinenmeister der GOE, der zwischen 1876 und 1916 für deren gesamte Fahrzeugentwicklung verantwortlich war.
Die GOE richtete die Bahnwärterhäuser diagonal zur Strecke aus. Das zur Bahn gerichtete Eckzimmer erhielt eigens zwei Fenster in erhöhter Position. Diese waren zur Signalgebung mit Lampen vorgesehen. Anhand dieser charakteristischen Ausrichtung sind diese Gebäude auch nach Umnutzung oder Umbau als ehemalige Bahngebäude zu erkennen.